# حاميم الغماري
أبا محمد حاميم بن من الله بن حرير بن عمر بن رحفو بن أزروال بن مجكسة (توفي 315هـ/927م) ادعى النبوة سنة 313هـ بالمغرب الأقصى نواحي تطوان لدى مجكسة، وهم بطن من غمارة، وهي قبيلة أمازيغية من مصامدة الشمال. والده يدعى أبو خلف. التف حوله خلق كثير بعد ادعائه النبوة وكان يلقبه خصومه بالمفتري.

كان حاميم يعترف ويحترم رسالة نبي الإسلام محمد، وإنما جاء، حسب زعمه، من أجل إصلاح الإسلام كما أصلح النبي محمد التوحيد عند اليهود والنصارى بعد أن شوهه هؤلاء. ومثل ما فعل  طريف المطغري، ألف حاميم قرآنه الخاص باللغة الأمازيغية، وشرع شرائع شبيهة بدين برغواطة كتحليل أكل الأنثى من الخنزير. ويذكر ابن خلدون مقطعا منه:  
قتل في المعمورة على يد جند الخليفة الأموي عبد الرحمن الناصر لدين الله عام 315هـ/927م.
وكانت أخته دبو أو دبوسة كاهنة وكان الناس يستغيثون بها في الحروب والقحط. وكان له ابن يدعى عيسى خلفه من بعده وكان له قدر كبير في غمارة ويذكر ابن خلدون انه وفد على الخليفة الناصر في الأندلس.